# 29. ožujka
29. ožujka (29. 3.) 88. je dan godine po gregorijanskom kalendaru (89. u prijestupnoj godini).
Do kraja godine ima još 277 dana.

## Događaji
- 1248. – papa Inocent IV. odobrio uporabu glagoljice i staroslavenskog jezika u bogoslužju u hrvatskim krajevima gdje je u uporabi.[1]
- 1410. – Osnovan Markizat Oristano.
- 1638. – Švedski naseljenici osnovali su blizu zaljeva Delaware prvu švedsku koloniju u Americi, koju su nazvali Nova Švedska.
- 1807. – Heinrich Wilhelm Olbers otkrio je blizu Jupiterove orbite asteroid 4 Vesta.
- 1809. – Na Saboru u Porvoou četiri staleža Finske prisegnula su na odanost caru Aleksandru I. od Rusije čime je započelo odvajanje Velikog kneževstva Finske od Švedske.
- 1831. – Veliki bosanski ustanak.
- 1849. – Ujedinjeno Kraljevstvo anektiralo je Punjab.
- 1886. – Wilhelm Steinitz postaje prvi svjetski šahovski prvak pobjedom nad Johannesom Zukertortom rezultatom (+10 -5 =5)
- 1911. – Poluautomatski pištolj M1911, koji je dizajnirao John Browning, postao je dio standardne opreme vojske Sjedinjenih Država.
- 1944. – Drugi dan pokolja u potkamešničkim selima, kojeg su počinili pripadnici SS-ove divizije "Prinz Eugen", četnici i domaće izdajice; pobijeno je 1800 seljana.
- 1945. – Prestalo s radom Zemaljsko antifašističko vijeće narodnog oslobođenja Sandžaka u Novomu Pazaru.
- 1971. – Porota je izrekla smrtnu kaznu za Charlesa Mansona.
- 1999. – DJIA se prvi put približio vrijednosti od 10.000.
- 1981. – Više od sedam tisuća atletičara sudjelovalo je u prvom trčanju Londonskog maratona.

| - 1561. – Santorio Santorio, liječnik, izumitelj termometra († 1636.) - 1826. – Wilhelm Liebknecht, njemački političari († 1900.) - 1901. – Andrija Maurović, hrvatski crtač stripova († 1981.) - 1910. – Eugen Dido Kvaternik, ustaški pukovnik i zapovjednik Ustaške nadzorne službe († 1962.) - 1930. – Vanča Kljaković, hrvatski redatelj i dramski pisac († 2010.) - 1958. – Matko Jelavić, hrvatski pjevač - 1976. – Jennifer Capriati, američka tenisačica - 1977. – Ana Rukavina, hrvatska novinarka († 2006.) - 1979. – Katarina Radivojević, srpska glumica - 1981. – Dolores Lambaša, hrvatska glumica († 2013.) - 1986. – Petra Cicvarić, hrvatska glumica - 1998. – Lucija Bešen, hrvatska rukometašica | - 1772. – Emanuel Swedenborg, švedski znanstvenik, filozof, teolog i mistik (* 1688.) - 1778. – Baltazar Adam Krčalić, hrvatski povjesničar, teolog i pravnik (* 1715.) - 1906. – Slava Raškaj, hrvatska slikarica (* 1877.) - 1917. – Maximilian von Prittwitz, njemački general (* 1848.) - 1985. – Marc Chagall, ruski slikar židovskog podrijetla (* 1887.) - 1991. – Franjo Benzinger, hrvatski farmaceut (* 1899.) - 2020. – Philip W. Anderson, američki fizičar nobelovac (* 1923.) |

## Imendani
- Jona
- Bertold
- Eustazije